# Землерои
«Землерои» — творческая группа московских художников и коллекционеров искусства в составе:
- Игоря Николаевича Попова (1905—1988; «Землерой»);
- Татьяны Борисовны Александровой (1907—1987; «Землеройка»), его жены.

## История
Александрова занималась живописью у Веры Пестель и Льва Жегина (который стал её мужем в середине 1920-х). В 1936 году она вышла замуж за Попова, вернувшегося в 1929 году в СССР из Франции.
Коллекционированием супруги начали заниматься с 1930-х годов и собрали богатое собрание. За свою страсть получили прозвище «Землерои».
После смерти жены Попов передал коллекцию Эрмитажу.